# Final de la Copa Africana de Naciones 2012
La final de la Copa Africana de Naciones de 2012 fue jugada en el Stade d'Angondjé el 12 de febrero de 2012, los finalistas del torneo fueron la selección de Zambia y la selección de Costa de Marfil. El partido tuvo que decidirse a través de la definición por penales debido a la ausencia de goles en todo el encuentro, finalmente Zambia consiguió su primer título continental.

## Enfrentamiento
| Bandera de Zambia | vs. | Bandera de Costa de Marfil |
| Zambia 0 (8)      | vs. | Costa de Marfil 0 (7)      |
| ----------------- | --- | -------------------------- |

## Camino a la final
| Equipo            | Pts. | PJ | PG | PE | PP | GF | GC | Dif |
| ----------------- | ---- | -- | -- | -- | -- | -- | -- | --- |
| Zambia            | 7    | 3  | 2  | 1  | 0  | 5  | 3  | 2   |
| Guinea Ecuatorial | 6    | 3  | 2  | 0  | 1  | 3  | 2  | 1   |
| Libia             | 4    | 3  | 1  | 1  | 1  | 4  | 4  | 0   |
| Senegal           | 0    | 3  | 0  | 0  | 3  | 3  | 6  | -3  |

| Equipo          | Pts. | PJ | PG | PE | PP | GF | GC | Dif |
| --------------- | ---- | -- | -- | -- | -- | -- | -- | --- |
| Costa de Marfil | 9    | 3  | 3  | 0  | 0  | 5  | 0  | 5   |
| Sudán           | 4    | 3  | 1  | 1  | 1  | 4  | 4  | 0   |
| Angola          | 4    | 3  | 1  | 1  | 1  | 4  | 5  | -1  |
| Burkina Faso    | 0    | 3  | 0  | 0  | 3  | 2  | 6  | -4  |

## Partido
| 16         | Guardameta     | Kennedy Mweene      |     |
| 4          | Defensa        | Joseph Musonda      | 12' |
| 5          | Defensa        | Hijani Himoonde     |     |
| 6          | Defensa        | Davies Nkausu       |     |
| 13         | Defensa        | Stoppila Sunzu      |     |
| 3          | Centrocampista | Chisamba Lungu      |     |
| 8          | Centrocampista | Isaac Chansa        |     |
| 17         | Centrocampista | Rainford Kalaba     |     |
| 19         | Centrocampista | Nathan Sinkala      |     |
| 11         | Delantero      | Christopher Katongo |     |
| 20         | Delantero      | Emmanuel Mayuka     |     |
| Entrenador | Entrenador     | Hervé Renard        |     |

| 1          | Guardameta     | Boubacar Barry     |     |
| 4          | Defensa        | Kolo Touré         |     |
| 6          | Defensa        | Jean-Jacques Gosso |     |
| 17         | Defensa        | Siaka Tiéné        |     |
| 22         | Defensa        | Souleymane Bamba   |     |
| 5          | Centrocampista | Didier Zokora      | 75' |
| 8          | Centrocampista | Salomon Kalou      | 63' |
| 9          | Centrocampista | Cheick Tioté       |     |
| 10         | Centrocampista | Gervinho           |     |
| 19         | Centrocampista | Yaya Touré         | 87' |
| 11         | Delantero      | Didier Drogba      |     |
| Entrenador | Entrenador     | François Zahoui    |     |

| 23 | Defensa        | Nyambe Mulenga | 12' · 74' |
| 10 | Centrocampista | Felix Katongo  | 74'       |

| 15 | Centrocampista | Max Gradel      | 63' |
| 13 | Centrocampista | Didier Ya Konan | 75' |
| 12 | Delantero      | Wilfried Bony   | 87' |

| Amonestado | 69' | Nyambe Mulenga |

| Amonestado | 63' | Cheick Tioté     |
| Amonestado | 66' | Souleymane Bamba |

|                     |                  | 0:1 | Acierto de penal | Cheick Tioté     |
| Christopher Katongo | Acierto de penal | 1:1 |                  |                  |
|                     |                  | 1:2 | Acierto de penal | Wilfried Bony    |
| Emmanuel Mayuka     | Acierto de penal | 2:2 |                  |                  |
|                     |                  | 2:3 | Acierto de penal | Souleymane Bamba |
| Isaac Chansa        | Acierto de penal | 3:3 |                  |                  |
|                     |                  | 3:4 | Acierto de penal | Max Gradel       |
| Felix Katongo       | Acierto de penal | 4:4 |                  |                  |
|                     |                  | 4:5 | Acierto de penal | Didier Drogba    |
| Kennedy Mweene      | Acierto de penal | 5:5 |                  |                  |
|                     |                  | 5:6 | Acierto de penal | Siaka Tiéné      |
| Nathan Sinkala      | Acierto de penal | 6:6 |                  |                  |
|                     |                  | 6:7 | Acierto de penal | Didier Ya Konan  |
| Chisamba Lungu      | Acierto de penal | 7:7 |                  |                  |
|                     |                  | 7:7 | Fallo de penal   | Kolo Touré       |
| Rainford Kalaba     | Fallo de penal   | 7:7 |                  |                  |
|                     |                  | 7:7 | Fallo de penal   | Gervinho         |
| Stoppila Sunzu      | Acierto de penal | 8:7 |                  |                  |

| Árbitro             | Badara Diatta      |
| Árbitros asistentes | Bechir Hassani     |
| Árbitros asistentes | Evarist Menkouande |
| Cuarto Árbitro      | Eddy Maillet       |

| 16         | Guardameta     | Kennedy Mweene      |     |
| 4          | Defensa        | Joseph Musonda      | 12' |
| 5          | Defensa        | Hijani Himoonde     |     |
| 6          | Defensa        | Davies Nkausu       |     |
| 13         | Defensa        | Stoppila Sunzu      |     |
| 3          | Centrocampista | Chisamba Lungu      |     |
| 8          | Centrocampista | Isaac Chansa        |     |
| 17         | Centrocampista | Rainford Kalaba     |     |
| 19         | Centrocampista | Nathan Sinkala      |     |
| 11         | Delantero      | Christopher Katongo |     |
| 20         | Delantero      | Emmanuel Mayuka     |     |
| Entrenador | Entrenador     | Hervé Renard        |     |

| 1          | Guardameta     | Boubacar Barry     |     |
| 4          | Defensa        | Kolo Touré         |     |
| 6          | Defensa        | Jean-Jacques Gosso |     |
| 17         | Defensa        | Siaka Tiéné        |     |
| 22         | Defensa        | Souleymane Bamba   |     |
| 5          | Centrocampista | Didier Zokora      | 75' |
| 8          | Centrocampista | Salomon Kalou      | 63' |
| 9          | Centrocampista | Cheick Tioté       |     |
| 10         | Centrocampista | Gervinho           |     |
| 19         | Centrocampista | Yaya Touré         | 87' |
| 11         | Delantero      | Didier Drogba      |     |
| Entrenador | Entrenador     | François Zahoui    |     |

| 23 | Defensa        | Nyambe Mulenga | 12' · 74' |
| 10 | Centrocampista | Felix Katongo  | 74'       |

| 15 | Centrocampista | Max Gradel      | 63' |
| 13 | Centrocampista | Didier Ya Konan | 75' |
| 12 | Delantero      | Wilfried Bony   | 87' |

| Amonestado | 69' | Nyambe Mulenga |

| Amonestado | 63' | Cheick Tioté     |
| Amonestado | 66' | Souleymane Bamba |

|                     |                  | 0:1 | Acierto de penal | Cheick Tioté     |
| Christopher Katongo | Acierto de penal | 1:1 |                  |                  |
|                     |                  | 1:2 | Acierto de penal | Wilfried Bony    |
| Emmanuel Mayuka     | Acierto de penal | 2:2 |                  |                  |
|                     |                  | 2:3 | Acierto de penal | Souleymane Bamba |
| Isaac Chansa        | Acierto de penal | 3:3 |                  |                  |
|                     |                  | 3:4 | Acierto de penal | Max Gradel       |
| Felix Katongo       | Acierto de penal | 4:4 |                  |                  |
|                     |                  | 4:5 | Acierto de penal | Didier Drogba    |
| Kennedy Mweene      | Acierto de penal | 5:5 |                  |                  |
|                     |                  | 5:6 | Acierto de penal | Siaka Tiéné      |
| Nathan Sinkala      | Acierto de penal | 6:6 |                  |                  |
|                     |                  | 6:7 | Acierto de penal | Didier Ya Konan  |
| Chisamba Lungu      | Acierto de penal | 7:7 |                  |                  |
|                     |                  | 7:7 | Fallo de penal   | Kolo Touré       |
| Rainford Kalaba     | Fallo de penal   | 7:7 |                  |                  |
|                     |                  | 7:7 | Fallo de penal   | Gervinho         |
| Stoppila Sunzu      | Acierto de penal | 8:7 |                  |                  |

| Árbitro             | Badara Diatta      |
| Árbitros asistentes | Bechir Hassani     |
| Árbitros asistentes | Evarist Menkouande |
| Cuarto Árbitro      | Eddy Maillet       |

|                   |
| Bandera de Zambia |
| Campeón Zambia    |
| 1.er título       |